# Amílcar de Sousa

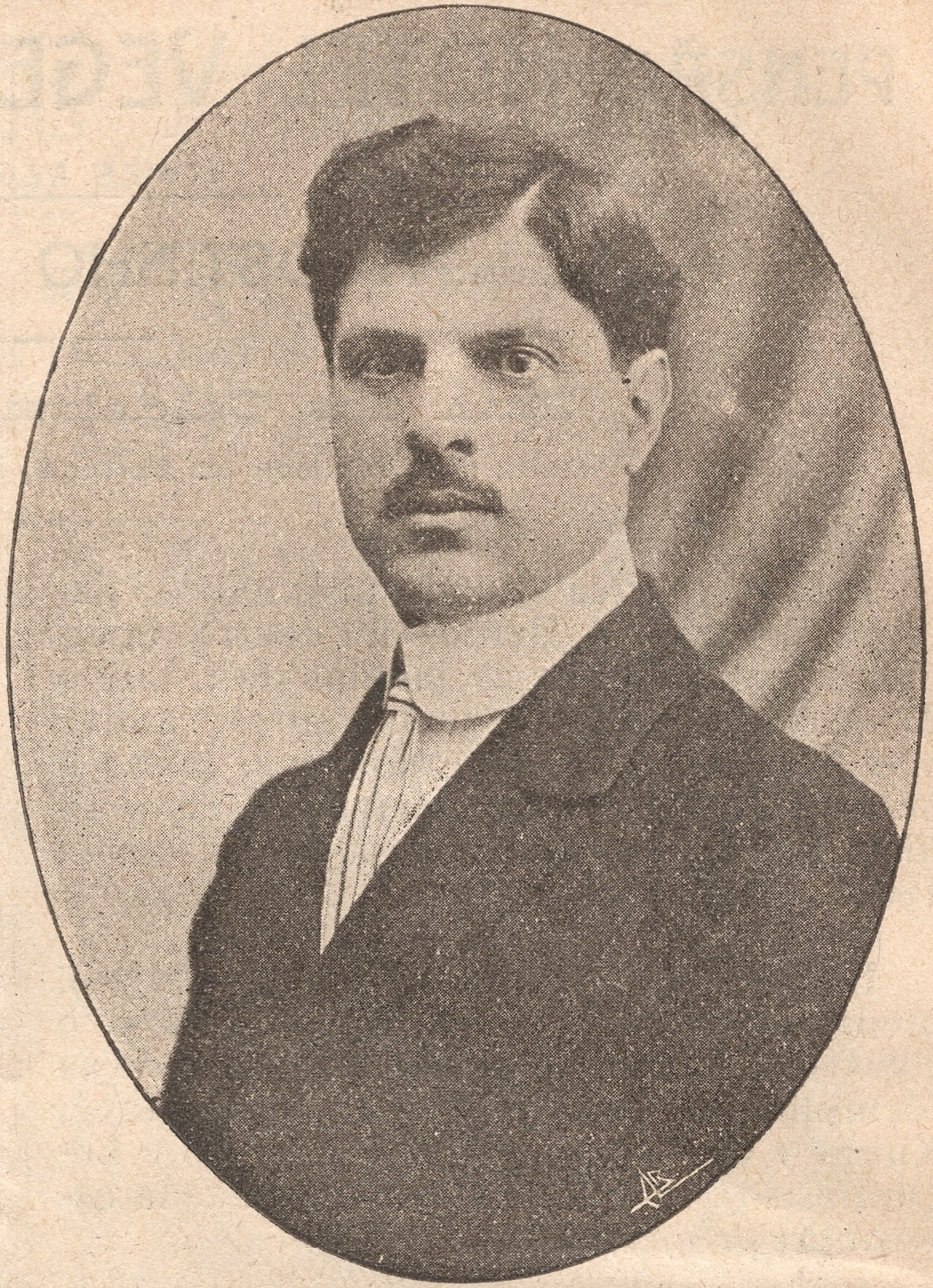
Amílcar de Sousa (1917)

Amílcar Augusto de Queirós de Sousa (Alijó, Sanfins do Douro, Cheires, 1876 - Porto, 1940) foi um médico, escritor e autor Português.

## Vida e obra
Filho dum abastado Viticultor Duriense, nasceu em Cheires, Sanfins do Douro, Alijó, e formou-se em Medicina pela Faculdade de Medicina da Universidade de Coimbra em 1905, partindo depois para Paris, onde se consagrou ao estudo das doenças da nutrição.
De regresso a Portugal, lançou-se numa intensa campanha em prol do Naturismo como a mais racional forma de viver, e do Vegetarianismo como alimentação sadia, indicada para combater e curar as doenças da nutrição.
Foi um pioneiro do Vegetarianismo em Portugal. Fundou e dirigiu a revista mensal "O Vegetariano" e a Sociedade Vegetariana de Portugal, da qual foi o primeiro Presidente. a Sociedade Vegetariana de Portugal, fundada no Porto em 1911,
Viajou na Europa e na América, em excursões de estudo que enriqueceram a sua larga bagagem de conhecimentos, na especialidade a que se devotou, e manteve contacto estreito com sumidades médicas de renome mundial. Correspondeu-se com personalidades importantes da Ciência e da Medicina, como por exemplo o Naturalista Alemão Ernst Haeckel, o médico estadunidense John Harvey Kellogg, e o Médico Francês Paul Carton..
Na imprensa e no livro, pela palavra e pelo exemplo, proclamou o poder terapêutico das vitaminas, sob a forma de frutos e vegetais, comprovando-o com as curas obtidas na sua clínica, que exercia gratuitamente.
Além de inúmeros artigos em revistas científicas e em jornais, Amílcar de Sousa foi autor de diversos livros sobre Saúde, e publicou os seguintes livros: 
- O Naturismo, publicado em 1912, sendo o mais conhecido
- A Saúde pelo Naturismo
- A Cura da Prisão do Ventre
- A Redenção
- O Naturismo em Vinte Lições
- Banhos de Sol
- Arte de Viver, este último em 1934 e o único de sua autoria que não foi traduzido em Espanhol[1]

Traduziu do Francês e prefaciou o livro Vivamos de Frutos de Viaud-Bruant. Para além de diversos livros sobre saúde, alimentação natural, vegetarianismo e Naturismo, estreou-se na Literatura com uma novela, intitulada Redenção (1923; reeditada em 2011), onde os seus ideais de vida em contacto com a natureza estão bem presentes.
À data da sua morte tinha em preparação um volume sobre vitaminas que ficou incompleto.
Nas crónicas que escreveu no mensário O Vegetariano não se debruçou apenas na área médica, mas também moral e social, escrevendo diversas críticas à Guerra (a propósito da Primeira Guerra Mundial que se desenrolava na época), tal como fez no jornal A Capital. Diário Republicano da Noite (Dir. Manuel Guimarães, 1910-1938, Lisboa), onde assegurava a rubrica "Naturismo".
Desenvolveu algumas doutrinas de Higiene e Moral.
Considerava Pitágoras o maior Filósofo de todos os tempos, e via Jean-Jacques Rousseau como o melhor educador, uma vez que, no Emílio, ele valorizou a educação das crianças em contacto com a Natureza.
Foi um tremendo adepto do pedestrianismo. Uma vez foi de Lisboa a Sines, quase o caminho todo a pé, e muitas vezes descalço. Maria Feio (1870-1939) escreveu sobre ele: “Dispõe de uma resistência hercúlea. Caminha dezenas de quilómetros a pé sem a menor fadiga.”
Foi também um activo defensor dos interesses da Viticultura Duriense, pugnando, em conferências e artigos na imprensa periódica, pela criação da Casa do Douro como um dos organismos necessários para garantir a alta qualidade do Vinho do Porto e promover a expansão do seu Comércio.
Faleceu em 1940, no Porto.

## Algumas obras
- Como se adquire energia, Tradução de obra de W. Gebhardt, Lisboa : A. M. Teixeira Porto : Emp. Litteraria e Typographica, 1905
- Vinho sem alcool e pão integral: com uma apreciação medico-naturista / Pelo Dr. Amilar de Sousa, Porto : Sociedade Vegetariana de Portugal
- O Naturismo, 2a edição revista e aumentada; 4a edição revista e aumentada, 1919.
- Vivamos de Frutos, de Viaud-Bruant, Tradução prefaciada pelo Dr. Amílcar de Sousa, 3.ª edição, 1924.
- Prefácio ao livro Moderna dietética, de Fernando Sá, Alcobaça, 1921 (2.ª ed.)
- A saúde pelo naturismo, 2.ª edição, Lisboa : Emp. Literária Fluminense, 1923
- Redenção: novela naturista,  Porto, 1923; Nova edição: Afrontamento, 2011, ISBN 9789723611816
- A Radiofonia e a Medicina, Lisboa : [s.n.], 1932
- A arte de viver, Porto : Ed. da Sociedade Vegetariana de Portugal 1934
- Banhos de Sol, (com prefácio de Samuel Maia), Porto : Livr. Civilização, 1937.

## Livros traduzidos para espanhol
Muitos de seus livros foram traduzidos para o espanhol. Alguns foram:
- El naturismo La Gutenberg. 1913. Valência.[11][12]
- La salud por el naturismo La Gutenberg. 1918. Valência[13]
- Tesis médica naturista
- La curación del estreñimiento
- Catecismo naturista
- El naturismo en veinte lecciones
- Cómo detendremos la muerte? (com Capo, N.)
- Tesis Medica Naturista. Sauch. 1976. Barcelona[14]